# Santa Ninfa
Santa Ninfa is een gemeente in de Italiaanse provincie Trapani (regio Sicilië) en telt 5265 inwoners (31-12-2004). De oppervlakte bedraagt 63,5 km², de bevolkingsdichtheid is 83 inwoners per km².

## Demografie
Santa Ninfa telt ongeveer 2054 huishoudens. Het aantal inwoners daalde in de periode 1991-2001 met 3,9% volgens cijfers uit de tienjaarlijkse volkstellingen van ISTAT.
| Jaar | Inwoneraantal |
| ---- | ------------- |
| 1991 | 5294          |
| 2001 | 5087          |

## Geografie
De gemeente ligt op ongeveer 464 m boven zeeniveau.
Santa Ninfa grenst aan de volgende gemeenten: Calatafimi-Segesta, Castelvetrano, Gibellina, Partanna, Salaparuta, Salemi.